# Die Legende von Korra/Episodenliste

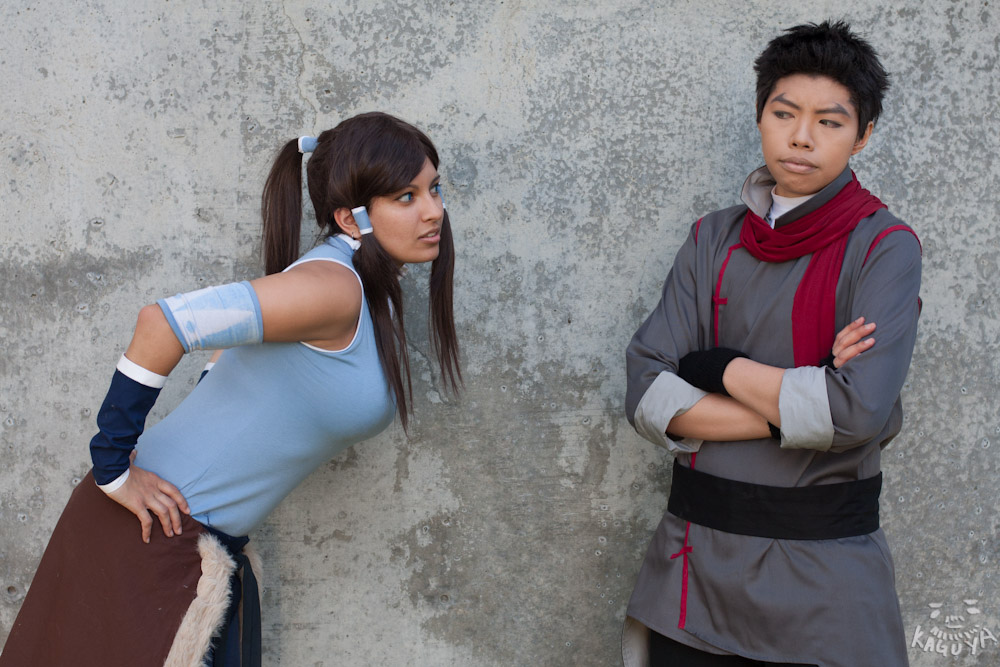
Cosplay – Die Legende von Korra – Korra (l.) und Mako, 2012

Diese Episodenliste enthält alle Episoden der US-amerikanischen Fantasy-Zeichentrickserie Die Legende von Korra, sortiert nach der US-amerikanischen Erstausstrahlung. Die Fernsehserie umfasst zwei Staffeln (aufgeteilt in vier Bücher) mit 52 Episoden sowie einer 3-teiligen Kurzfilm-Reihe (Republic City Hustle) und einer Zusammenfassung.

## Übersicht
| Staffel | Staffel                 | Episodenanzahl | Erstausstrahlung USA | Erstausstrahlung USA | Deutschsprachige Erstausstrahlung | Deutschsprachige Erstausstrahlung |
| Staffel | Staffel                 | Episodenanzahl | Staffelpremiere      | Staffelfinale        | Staffelpremiere                   | Staffelfinale                     |
| ------- | ----------------------- | -------------- | -------------------- | -------------------- | --------------------------------- | --------------------------------- |
| 1       | Luft (Air)              | 12             | 14. April 2012       | 23. Juni 2012        | 26. August 2012                   | 11. November 2012                 |
| 1       | Geister (Spirits)       | 14             | 13. September 2013   | 22. November 2013    | 19. Februar 2014                  | 10. März 2014                     |
| 2       | Veränderung (Change)    | 13             | 27. Juni 2014        | 22. August 2014      | 16. Februar 2015                  | 4. März 2015                      |
| 2       | Gleichgewicht (Balance) | 13             | 3. Oktober 2014      | 19. Dezember 2014    | 5. März 2015                      | 23. März 2015                     |

## Staffel 1

### Buch 1
Die Erstausstrahlung der ersten zwölf Episoden (Buch 1: Air) war vom 14. April bis zum 23. Juni 2012 auf dem US-amerikanischen Sender Nickelodeon zu sehen. Die deutschsprachige Erstausstrahlung des ersten Buches (Luft) sendeten die deutschsprachigen Nickelodeon-Sender vom 26. August bis zum 11. November 2012.
Am Tag der Erstausstrahlung des zweiten Buches wurde eine 10-minütige Zusammenfassung von Buch eins auf Nickelodeon ausgestrahlt. Eine 34 Minuten lange Version wurde später auf Blu-ray und auf Streaming-Plattformen veröffentlicht. Als Erzähler fungiert Tenzin, gesprochen von J. K. Simmons. Eine deutsche Übersetzung der Zusammenfassung wurde nicht gesendet oder veröffentlicht.
| Nr. (ges.) | Nr. (St.) | Deutscher Titel                                                           | Originaltitel                     | Erstausstrahlung USA                                                   | Deutschsprachige Erstausstrahlung (D/A) | Regie                            | Drehbuch                                  |
| ---------- | --------- | ------------------------------------------------------------------------- | --------------------------------- | ---------------------------------------------------------------------- | --------------------------------------- | -------------------------------- | ----------------------------------------- |
| 1          | 1         | Willkommen in Republika Willkommen in Republic City (Alternativtitel)     | Welcome to Republic City          | 14. Apr. 2012                                                          | 26. Aug. 2012                           | Joaquim Dos Santos & Ki Hyun Ryu | Michael Dante DiMartino & Bryan Konietzko |
| 2          | 2         | Wie ein Blatt im Wind                                                     | A Leaf in the Wind                | 14. Apr. 2012                                                          | 2. Sep. 2012                            | Joaquim Dos Santos & Ki Hyun Ryu | Michael Dante DiMartino & Bryan Konietzko |
| 3          | 3         | Die Offenbarung Die Enthüllung (Alternativtitel)                          | The Revelation                    | 21. Apr. 2012                                                          | 9. Sep. 2012                            | Joaquim Dos Santos & Ki Hyun Ryu | Michael Dante DiMartino & Bryan Konietzko |
| 4          | 4         | Die Stimme in der Nacht                                                   | The Voice in the Night            | 28. Apr. 2012                                                          | 16. Sep. 2012                           | Joaquim Dos Santos & Ki Hyun Ryu | Michael Dante DiMartino & Bryan Konietzko |
| 5          | 5         | Starke Konkurrenz Der Geist des Wettbewerbes (Alternativtitel)            | The Spirit of Competition         | 5. Mai 2012                                                            | 23. Sep. 2012                           | Joaquim Dos Santos & Ki Hyun Ryu | Michael Dante DiMartino & Bryan Konietzko |
| 6          | 6         | Der Gewinner ist… Und der Gewinner ist… (Alternativtitel)                 | And the Winner Is…                | 12. Mai 2012                                                           | 30. Sep. 2012                           | Joaquim Dos Santos & Ki Hyun Ryu | Michael Dante DiMartino & Bryan Konietzko |
| 7          | 7         | Nachwirkungen Das Nachspiel (Alternativtitel)                             | The Aftermath                     | 19. Mai 2012                                                           | 7. Okt. 2012                            | Joaquim Dos Santos & Ki Hyun Ryu | Michael Dante DiMartino & Bryan Konietzko |
| 8          | 8         | Treffen der Extreme Wenn Extreme aufeinander treffen (Alternativtitel)    | When Extremes Meet                | 2. Juni 2012                                                           | 14. Okt. 2012                           | Joaquim Dos Santos & Ki Hyun Ryu | Michael Dante DiMartino & Bryan Konietzko |
| 9          | 9         | Botschaften aus der Vergangenheit Aus der Vergangenheit (Alternativtitel) | Out of the Past                   | 9. Juni 2012                                                           | 21. Okt. 2012                           | Joaquim Dos Santos & Ki Hyun Ryu | Michael Dante DiMartino & Bryan Konietzko |
| 10         | 10        | Das Blatt wendet sich                                                     | Turning the Tides                 | 16. Juni 2012                                                          | 28. Okt. 2012                           | Joaquim Dos Santos & Ki Hyun Ryu | Michael Dante DiMartino & Bryan Konietzko |
| 11         | 11        | Ein dunkles Geheimnis Eine Leiche im Keller (Alternativtitel)             | Skeletons in the Closet           | 23. Juni 2012                                                          | 4. Nov. 2012                            | Joaquim Dos Santos & Ki Hyun Ryu | Michael Dante DiMartino & Bryan Konietzko |
| 12         | 12        | Die Entscheidung Endspiel (Alternativtitel)                               | Endgame                           | 23. Juni 2012                                                          | 11. Nov. 2012                           | Joaquim Dos Santos & Ki Hyun Ryu | Michael Dante DiMartino & Bryan Konietzko |
| 12.5       | 12.5      | –                                                                         | The Re-telling of Korra’s Journey | 13. Sep. 2013 (10-minütige Version) 1. Juli 2014 (34-minütige Version) | –                                       | –                                | –                                         |

### Buch 2
Die Erstausstrahlung der restlichen 14 Episoden (Buch 2: Spirits) war vom 13. September bis zum 22. November 2013 auf dem US-amerikanischen Sender Nickelodeon zu sehen. Die deutschsprachige Erstausstrahlung des zweiten Buches (Geister) sendeten die deutschsprachigen Nickelodeon-Sender vom 19. Februar 2014 bis zum 10. März 2014.
| Nr. (ges.) | Nr. (St.) | Deutscher Titel                  | Originaltitel             | Erstausstrahlung USA | Deutschsprachige Erstausstrahlung (D/A) | Regie      | Drehbuch                |
| ---------- | --------- | -------------------------------- | ------------------------- | -------------------- | --------------------------------------- | ---------- | ----------------------- |
| 13         | 1         | Ein rebellischer Geist           | Rebel Spirit              | 13. Sep. 2013        | 19. Feb. 2014                           | Colin Heck | Tim Hedrick             |
| 14         | 2         | Das Südlicht                     | The Southern Lights       | 13. Sep. 2013        | 20. Feb. 2014                           | Ian Graham | Joshua Hamilton         |
| 15         | 3         | Bürgerkrieg – Teil 1             | Civil Wars, Part 1        | 20. Sep. 2013        | 21. Feb. 2014                           | Colin Heck | Michael Dante DiMartino |
| 16         | 4         | Bürgerkrieg – Teil 2             | Civil Wars, Part 2        | 27. Sep. 2013        | 24. Feb. 2014                           | Ian Graham | Michael Dante DiMartino |
| 17         | 5         | Die Friedenstruppen              | Peacekeepers              | 4. Okt. 2013         | 25. Feb. 2014                           | Colin Heck | Tim Hedrick             |
| 18         | 6         | Verdeckte Ermittlung             | The Sting                 | 11. Okt. 2013        | 26. Feb. 2014                           | Ian Graham | Joshua Hamilton         |
| 19         | 7         | Wie alles begann – Teil 1        | Beginnings, Part 1        | 18. Okt. 2013        | 27. Feb. 2014                           | Colin Heck | Michael Dante DiMartino |
| 20         | 8         | Wie alles begann – Teil 2        | Beginnings, Part 2        | 18. Okt. 2013        | 28. Feb. 2014                           | Ian Graham | Tim Hedrick             |
| 21         | 9         | Wege in die Geisterwelt          | The Guide                 | 1. Nov. 2013         | 3. März 2014                            | Colin Heck | Joshua Hamilton         |
| 22         | 10        | Ein neues spirituelles Zeitalter | A New Spiritual Age       | 8. Nov. 2013         | 4. März 2014                            | Ian Graham | Tim Hedrick             |
| 23         | 11        | Die Nacht der tausend Sterne     | Night of a Thousand Stars | 15. Nov. 2013        | 5. März 2014                            | Colin Heck | Joshua Hamilton         |
| 24         | 12        | Die harmonische Konvergenz       | Harmonic Convergence      | 15. Nov. 2013        | 6. März 2014                            | Ian Graham | Tim Hedrick             |
| 25         | 13        | Finsternis bricht herein         | Darkness Falls            | 22. Nov. 2013        | 7. März 2014                            | Colin Heck | Joshua Hamilton         |
| 26         | 14        | Licht in der Finsternis          | Light in the Dark         | 22. Nov. 2013        | 10. März 2014                           | Ian Graham | Michael Dante DiMartino |

## Staffel 2

### Buch 3
Im Juli 2012 bestellte Nickelodeon 26 weitere Episoden, die zusammen die zweite Staffel bilden. Die Staffel besteht aus den Büchern drei und vier und schließt die Serie ab. Die Erstausstrahlung der ersten 8 Episoden (Buch 3: Change) war vom 27. Juni 2014 bis zum 25. Juli 2014 auf dem US-amerikanischen Sender Nickelodeon zu sehen. Aufgrund der gesunkenen Einschaltquoten in den USA wurde die Serie nur noch online, auf der eigenen Webseite nick.com und auf anderen Streaming-Anbietern wie im iTunes Store, im Wochenrhythmus weiterveröffentlicht.
Die deutsche Erstausstrahlung erfolgte ab dem 16. Februar 2015 im Pay-TV auf Nicktoons Deutschland.
| Nr. (ges.) | Nr. (St.) | Deutscher Titel                                    | Originaltitel          | Erstausstrahlung USA | Deutschsprachige Erstausstrahlung (D) | Regie          | Drehbuch                      |
| ---------- | --------- | -------------------------------------------------- | ---------------------- | -------------------- | ------------------------------------- | -------------- | ----------------------------- |
| 27         | 1         | Frischer Wind                                      | A Breath of Fresh Air  | 27. Juni 2014        | 16. Feb. 2015                         | Melchior Zwyer | Tim Hedrick                   |
| 28         | 2         | Wiedergeburt                                       | Rebirth                | 27. Juni 2014        | 17. Feb. 2015                         | Colin Heck     | Joshua Hamilton               |
| 29         | 3         | Die Erdkönigin                                     | The Earth Queen        | 27. Juni 2014        | 18. Feb. 2015                         | Ian Graham     | Tim Hedrick                   |
| 30         | 4         | Gefahr droht                                       | In Harm’s Way          | 11. Juli 2014        | 19. Feb. 2015                         | Melchior Zwyer | Joshua Hamilton               |
| 31         | 5         | Der Metall-Clan                                    | The Metal Clan         | 11. Juli 2014        | 20. Feb. 2015                         | Colin Heck     | Michael Dante DiMartino       |
| 32         | 6         | Alte Wunden                                        | Old Wounds             | 18. Juli 2014        | 23. Feb. 2015                         | Ian Graham     | Katie Mattila                 |
| 33         | 7         | Die ersten Luftbändiger                            | Original Airbenders    | 18. Juli 2014        | 24. Feb. 2015                         | Melchior Zwyer | Tim Hedrick                   |
| 34         | 8         | Der Feind im Inneren                               | The Terror Within      | 25. Juli 2014        | 25. Feb. 2015                         | Colin Heck     | Joshua Hamilton               |
| 35         | 9         | Die Observation                                    | The Stakeout           | 1. Aug. 2014         | 26. Feb. 2015                         | Ian Graham     | Michael Dante DiMartino       |
| 36         | 10        | Lang lebe die Königin Revolution (Alternativtitel) | Long Live the Queen    | 8. Aug. 2014         | 27. Feb. 2015                         | Melchior Zwyer | Tim Hedrick                   |
| 37         | 11        | Das Ultimatum                                      | The Ultimatum          | 15. Aug. 2014        | 2. März 2015                          | Colin Heck     | Joshua Hamilton               |
| 38         | 12        | Tritt ein in die Leere                             | Enter the Void         | 22. Aug. 2014        | 3. März 2015                          | Ian Graham     | Michael Dante DiMartino       |
| 39         | 13        | Das Gift des Roten Lotus                           | Venom of the Red Lotus | 22. Aug. 2014        | 4. März 2015                          | Melchior Zwyer | Tim Hedrick & Joshua Hamilton |

### Buch 4
| Nr. (ges.) | Nr. (St.) | Deutscher Titel                                                                                               | Originaltitel         | Erstausstrahlung USA | Deutschsprachige Erstausstrahlung (D) | Regie                   | Drehbuch                                     |
| ---------- | --------- | --- | --------------------- | -------------------- | ------------------------------------- | ----------------------- | -------------------------------------------- |
| 40         | 1         | Nach all den Jahren                                                                                           | After All These Years | 3. Okt. 2014         | 5. März 2015                          | Colin Heck              | Joshua Hamilton                              |
| 41         | 2         | Korra allein Korra (ist) allein (Alternativtitel) Korra – auf sich allein gestellt (Alternativtitel)          | Korra Alone           | 10. Okt. 2014        | 6. März 2015                          | Ian Graham              | Michael Dante DiMartino                      |
| 42         | 3         | Die Krönung                                                                                                   | The Coronation        | 17. Okt. 2014        | 9. März 2015                          | Melchior Zwyer          | Tim Hedrick                                  |
| 43         | 4         | Die Berufung Die Erkenntnis (Alternativtitel)                                                                 | The Calling           | 24. Okt. 2014        | 10. März 2015                         | Colin Heck              | Katie Mattila                                |
| 44         | 5         | Der Feind vor den Toren                                                                                       | Enemy at the Gates    | 31. Okt. 2014        | 11. März 2015                         | Ian Graham              | Joshua Hamilton                              |
| 45         | 6         | Die Schlacht von Zaofu Die neue Anführerin (Alternativtitel)                                                  | The Battle of Zaofu   | 7. Nov. 2014         | 12. März 2015                         | Melchior Zwyer          | Tim Hedrick                                  |
| 46         | 7         | Wiedervereinigung Wieder vereint (Alternativtitel) Das Wiedersehen (Alternativtitel)                          | Reunion               | 14. Nov. 2014        | 13. März 2015                         | Colin Heck              | Michael Dante DiMartino                      |
| 47         | 8         | Rückblicke Erinnerungen (Alternativtitel) Ein neuer Varrimover (Alternativtitel)                              | Remembrances          | 21. Nov. 2014        | 16. März 2015                         | Michael Dante DiMartino | Joshua Hamilton, Katie Mattila & Tim Hedrick |
| 48         | 9         | Jenseits der Wildnis Jenseits der Geisterwelt (Alternativtitel) Jenseits der Geisterwildnis (Alternativtitel) | Beyond the Wilds      | 28. Nov. 2014        | 17. März 2015                         | Ian Graham              | Joshua Hamilton                              |
| 49         | 10        | Operation Beifong Der Test der Geisterwaffe (Alternativtitel) Familienkrise (Alternativtitel)                 | Operation Beifong     | 5. Dez. 2014         | 18. März 2015                         | Melchior Zwyer          | Tim Hedrick                                  |
| 50         | 11        | Kuviras Schachzug Kuvira greift an (Alternativtitel) Kuviras Mecha Giant (Alternativtitel)                    | Kuvira's Gambit       | 12. Dez. 2014        | 19. März 2015                         | Colin Heck              | Joshua Hamilton                              |
| 51         | 12        | Der Tag des Koloss’ Der Tag des Giganten (Alternativtitel) Kampf gegen den Mecha Riesen (Alternativtitel)     | Day of the Colossus   | 19. Dez. 2014        | 20. März 2015                         | Ian Graham              | Tim Hedrick                                  |
| 52         | 13        | Das letzte Gefecht                                                                                            | The Last Stand        | 19. Dez. 2014        | 23. März 2015                         | Melchior Zwyer          | Michael Dante DiMartino                      |